# Паренаго (лунный кратер)
Кратер Паренаго (лат. Parenago) — большой древний ударный кратер в северном полушарии обратной стороны Луны. Название присвоено в честь советского астронома Павла Петровича Паренаго (1906—1960) и утверждено Международным астрономическим союзом в 1970 г. Образование кратера относится к донектарскому периоду.

## Описание кратера

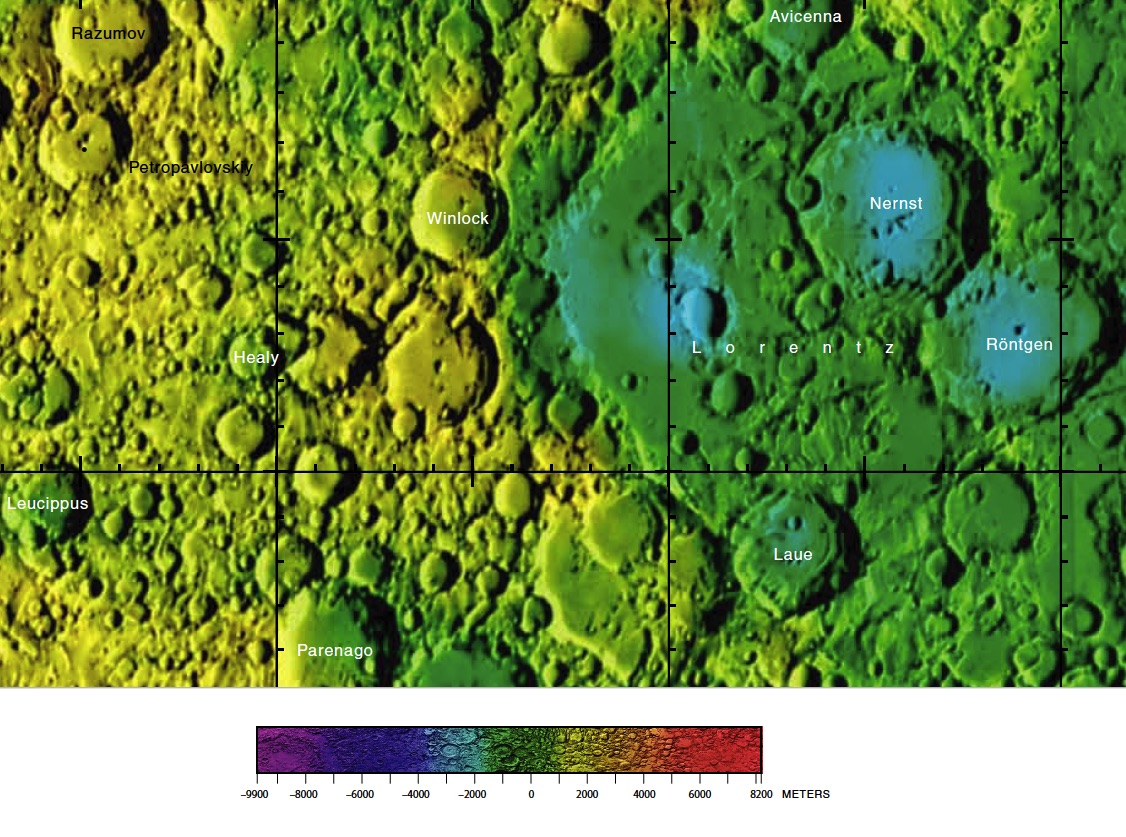
Окрестности кратера Паренаго. Фрагмент карты обратной стороны Луны.

Ближайшими соседями кратера являются кратер Левкипп на западе-северо-западе; кратер Хили на севере; кратер Беркнер на востоке; кратер Робертсон на юго-востоке и кратер Комри на юго-западе. Селенографические координаты центра кратера 25°53′ с. ш. 108°55′ з. д. / 25,88° с. ш. 108,91° з. д., диаметр 94,6 км, глубина 2,8 км.
Кратер Паренаго имеет полигональную форму и значительно разрушен. Вал сглажен, отмечен множеством кратеров различного размера, к северной-северо-западной части вала примыкает сателлитный кратер Паренаго W. Внутренний склон имеет слабые следы террасовидной структуры. Высота вала над окружающей местностью достигает 1440 м, объем кратера составляет приблизительно 8400 км³.  Дно чаши плоское за исключением отдельно стоящих холмов, вероятно выровненное лавой, в юго-западной части чаши у подножия внутреннего склона расположены три небольших кратера. В северной части чаши находятся два мелких свежих кратера окруженных породами с высоким альбедо.
Южнее кратера Паренаго проходит широкий светлый луч от кратера Ом.

## Сателлитные кратеры

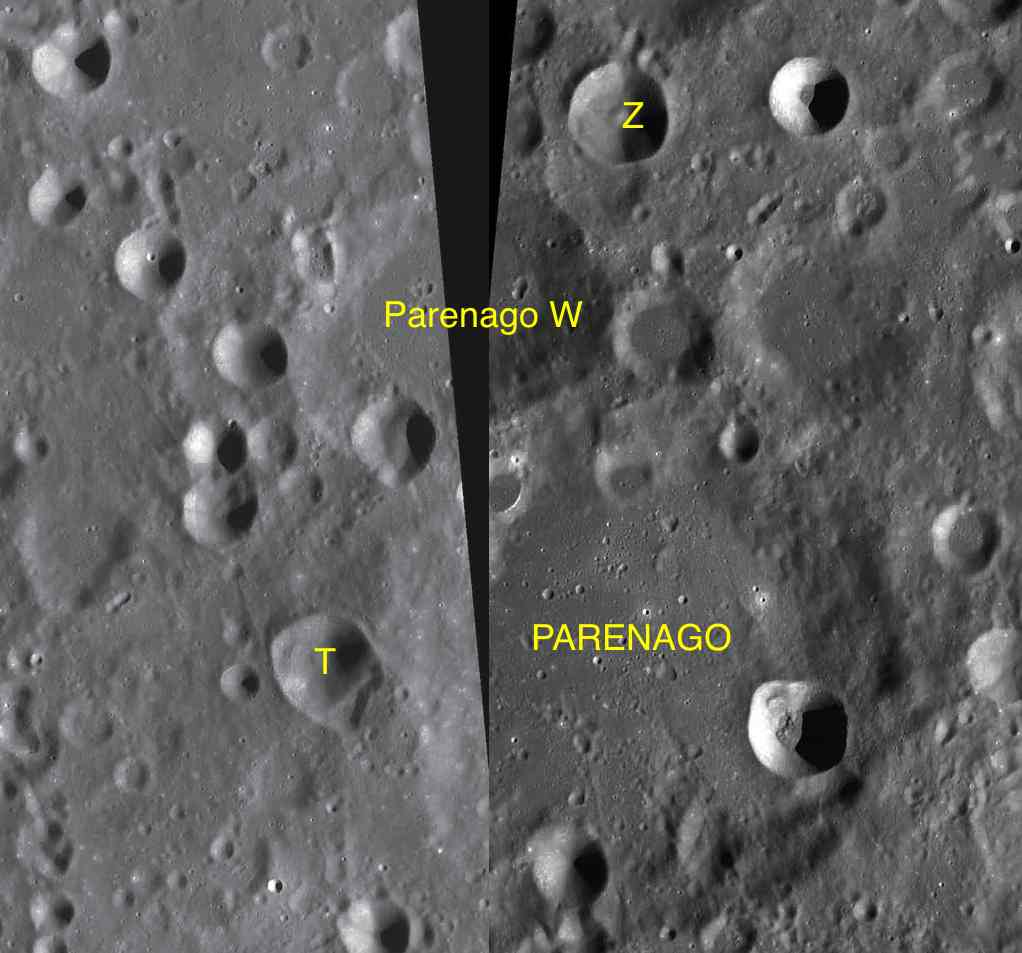
Фрагменты карт LAC-53, LAC-54.

| Паренаго | Координаты                                              | Диаметр, км |
| -------- | ------------------------------------------------------- | ----------- |
| T        | 25°56′ с. ш. 110°58′ з. д. / 25,94° с. ш. 110,96° з. д. | 17,4        |
| W        | 27°46′ с. ш. 110°09′ з. д. / 27,77° с. ш. 110,15° з. д. | 49,8        |
| Z        | 28°58′ с. ш. 109°16′ з. д. / 28,96° с. ш. 109,27° з. д. | 17,6        |